# Živnostenský zákon
Živnostenský zákon, plným názvem zákon č. 455/1991 Sb., o živnostenském podnikání (živnostenský zákon), je zákon, který v České republice upravuje podmínky pro podnikání fyzických a právnických osob v některých činnostech. Živnostenský zákon zrušil předchozí zákon č. 105/1990 Sb., o soukromém podnikání občanů.

## Obsah zákona
Zákon definuje živnost jako soustavnou činnost provozovanou samostatně, vlastním jménem, na vlastní odpovědnost a za účelem dosažení zisku, a zároveň stanoví, které činnosti živností naopak nejsou (např. podnikání lékařů, veterinářů, farmaceutů, advokátů, exekutorů, notářů, znalců, tlumočníků, auditorů, podnikání bank, pojišťoven, stanic technické kontroly, podnikání v hornické činnosti, v energetice, v zemědělství a rovněž provozování svobodných povolání – podnikání v těchto činnostech upravují speciální zákony).
Živnosti dělí především na ohlašovací a koncesované, a pro podnikatele stanoví podmínky pro získání živnostenského oprávnění a pro provozování živnosti, tj. podmínky všeobecné (plná svéprávnost, bezúhonnost) a podmínky zvláštní (odborná způsobilost včetně možností jejího prokázání). Živnostenský zákon také definuje podnikání s odpovědným zástupcem pro případ, že fyzická osoba, která chce podnikat v regulované činnosti, nemá odbornou způsobilost. Právnické osoby ustanovují odpovědného zástupce u regulovaných živností až na výjimky vždy. Živnostenský zákon také definuje podmínky pro podnikání zahraničních osob na území České republiky (osoby s bydlištěm resp. sídlem mimo české území) a stanovuje podmínky, za kterých může občan EU poskytovat služby na území České republiky, aniž by získal živnostenské oprávnění podle živnostenského zákona.
Dále stanovuje překážky provozování živnosti, definuje provozovnu a povinnosti podnikatele, podnikajícího v provozovně, a živnostenský rejstřík a údaje, které se do něho zapisují. Stanovuje také údaje, které je povinen podnikatel při ohlášení živnosti resp. při žádosti o koncesi sdělit živnostenskému úřadu a stanovuje doklady, které je povinen podnikatel přiložit k ohlášení živnosti resp. k žádosti o koncesi. Taktéž stanovuje situace, kdy zaniká živnostenské oprávnění a kdy dochází ke zrušení živnostenského oprávnění z moci úřední nebo k pozastavení provozování živnosti. Zákon i vyjmenovává přestupky proti jednotlivým ustanovením živnostenského zákona a stanovuje maximální výše pokut za tyto přestupky.
V přílohách zákona jsou uvedeny podrobnosti pro jednotlivé živnosti. V příloze č. 1 seznam řemeslných živností, v příloze č. 2 seznam vázaných živností včetně požadované odborné způsobilosti, v příloze č. 3 seznam koncesovaných živností včetně požadované odborné způsobilosti a orgánu státní správy, který vydává stanovisko ke koncesi, a v příloze č. 4 seznam oborů činností živnosti volné Výroba, obchod a služby neuvedené v přílohách 1 až 3 živnostenského zákona. 